# Declaración de guerra por Estados Unidos

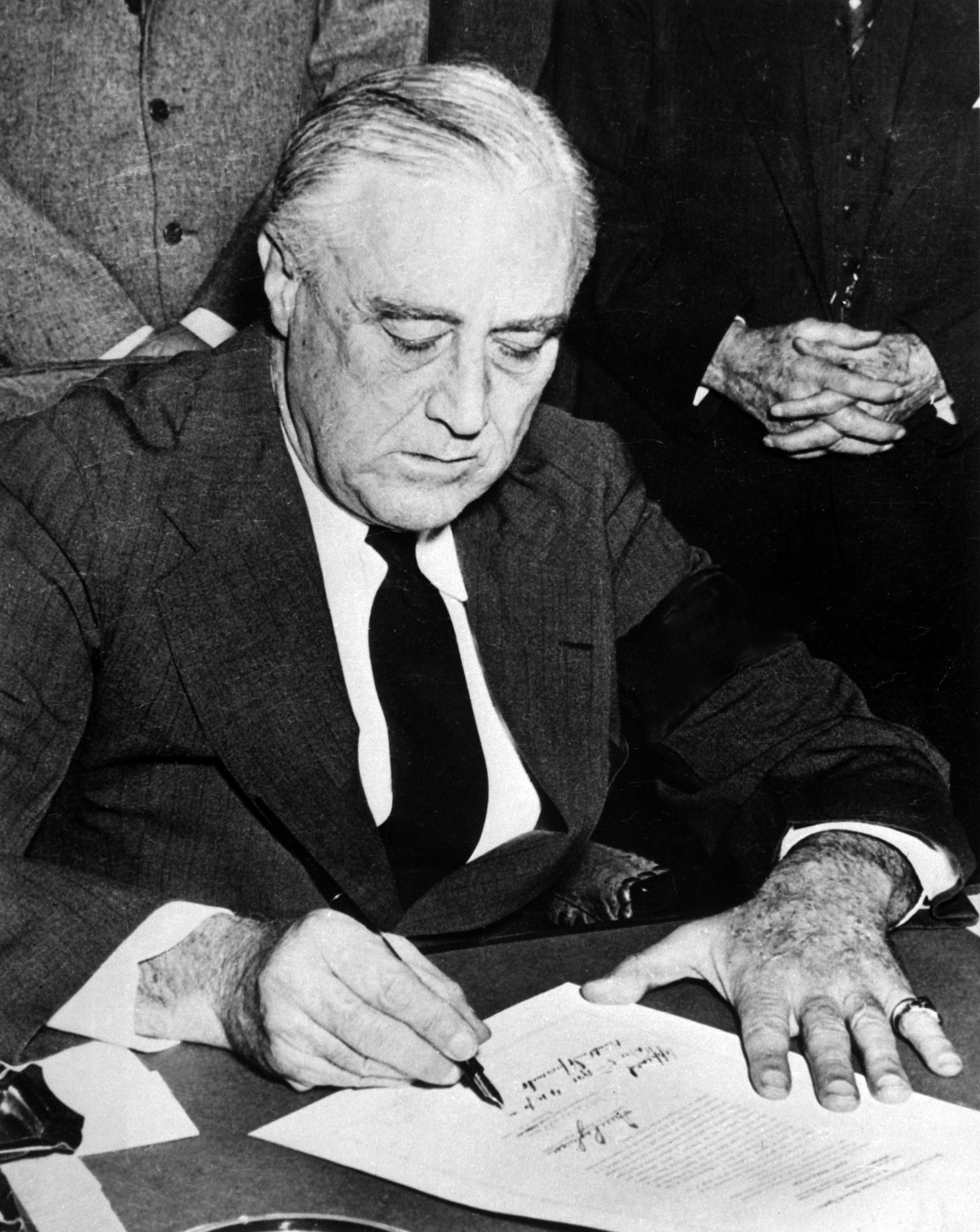
El presidente de los Estados Unidos, Franklin D. Roosevelt, firma la declaración de guerra contra Japón el 8 de diciembre de 1941.

Una declaración de guerra por los Estados Unidos es una declaración formal emitida por un gobierno de dicho país que indica que existe un estado de guerra entre esa nación y otra. Un documento de la Federación de Científicos Estadounidenses proporciona una lista extensa y un resumen de los estatutos que se activan automáticamente cuando los Estados Unidos declaran la guerra. 
Para los Estados Unidos, el Artículo Uno, Sección Ocho de la Constitución establece que «el Congreso tendrá el poder de ... declarar la guerra». Sin embargo, ese pasaje no proporciona un formato específico para qué forma debe tener la legislación para ser considerada una «declaración de guerra» ni utiliza este término en la propia Constitución. En los tribunales, la Corte de Apelaciones de los Estados Unidos para el Primer Circuito, en el caso Doe v. Bush, declaró: «El texto de la Resolución de Octubre en sí misma expone las justificaciones para una guerra y se enmarca como una 'autorización' de tal guerra», en efecto diciendo que una autorización es suficiente para la declaración y que lo que algunos pueden ver como una «Declaración de Guerra» formal del Congreso no es requerido por la Constitución.
La última vez que los Estados Unidos declararon formalmente la guerra, usando terminología específica, a cualquier nación fue en 1942, cuando se declaró la guerra contra Hungría, Bulgaria y Rumanía, aliados del Eje, porque el presidente Franklin Roosevelt consideró que era inapropiado entablar hostilidades contra un país sin una declaración formal de guerra. Desde entonces, cada presidente estadounidense ha utilizado la fuerza militar sin una declaración de guerra.

## Historia
Los Estados Unidos han declarado formalmente la guerra contra naciones extranjeras en cinco guerras separadas, cada una de ellas a petición previa del presidente de los Estados Unidos. Cuatro de esas cinco declaraciones ocurrieron después de que comenzaran las hostilidades. James Madison informó que en la Convención Federal de 1787, la frase «hacer la guerra» se cambió a «declarar la guerra» para dejar al ejecutivo el poder de repeler ataques súbitos, pero no de iniciar una guerra sin la aprobación explícita del Congreso. El debate continúa sobre la extensión legal de la autoridad del presidente en este aspecto.
La oposición pública a la participación estadounidense en guerras extranjeras, particularmente durante la década de 1930, se expresó como apoyo a una enmienda constitucional que requeriría un referéndum nacional sobre una declaración de guerra. Varias enmiendas constitucionales, como la Enmienda Ludlow, han sido propuestas para requerir un referéndum nacional sobre una declaración de guerra.
Después de que el Congreso derogó la Resolución del Golfo de Tonkin en enero de 1971 y el presidente Richard Nixon continuó librando la guerra en Vietnam, el Congreso aprobó la Resolución de Poderes de Guerra (Ley Pública 93-148) superando el veto de Nixon en un intento de limitar algunos de los poderes reclamados por el presidente. La Resolución de Poderes de Guerra prescribe el único poder del presidente para librar la guerra que es reconocido por el Congreso.

## Declaraciones de guerra

### Formales
La siguiente tabla enumera las cinco guerras en las que los Estados Unidos han declarado formalmente la guerra contra diez naciones extranjeras. El único país contra el cual los Estados Unidos han declarado la guerra más de una vez es Alemania, contra la cual se ha declarado la guerra dos veces (aunque se podría argumentar que Hungría es un estado sucesor de Austria-Hungría).
En la Segunda Guerra Mundial, los japoneses atacaron Pearl Harbor el 7 de diciembre de 1941. Alemania e Italia, lideradas respectivamente por Adolf Hitler y Benito Mussolini, declararon la guerra a los Estados Unidos, y el Congreso de los EE. UU. respondió de la misma manera.
| Guerra                         | Declaración                             | Oponente(s)                   | Fecha de declaración    | Votos  | Votos  | Presidente            | Detalles de la autorización | Resultado |
| Guerra                         | Declaración                             | Oponente(s)                   | Fecha de declaración    | Senado | Cámara | Presidente            | Detalles de la autorización | Resultado |
| ------------------------------ | --------------------------------------- | ----------------------------- | ----------------------- | ------ | ------ | --------------------- | --- | --- |
| Guerra de 1812                 | Declaración de guerra al Reino Unido    | Reino Unido y sus territorios | 18 de junio de 1812     | 19–13  | 79–49  | James Madison         | Madison solicitó la declaración citando la práctica de la Royal Navy de forzar a ciudadanos estadounidenses a unirse a sus filas y otras supuestas violaciones de la neutralidad estadounidense durante las Guerras Napoleónicas. La declaración fue apoyada por el Partido Demócrata-Republicano y otros defensores de la guerra en el Congreso, y fue rechazada por el Partido Federalista. | Tratado de Gante (24 de diciembre de 1814) |
| Guerra mexicano-estadounidense | Declaración de guerra a México          | Mexico                        | 19 de mayo de 1846      | 40–2   | 173–14 | James K. Polk         | Polk solicitó la declaración citando disputas territoriales con el gobierno mexicano, que se negó a reconocer el Río Bravo como la frontera entre México y Estados Unidos después de la anexión de Texas por parte de los EE. UU. El presidente mexicano José Joaquín de Herrera se negó a entrar en negociaciones con el embajador estadounidense John Slidell, y el Ejército Mexicano atacó al Ejército de los Estados Unidos en territorio disputado en el Incidente de Thornton de 1846. La declaración fue rechazada por el Partido Whig, que veía la guerra como un pretexto para que el Partido Demócrata incorporara más estados esclavistas a los Estados Unidos. | Tratado de Guadalupe-Hidalgo (2 de febrero de 1848) |
| Guerra hispano-estadounidense  | Declaración de guerra a España          | España                        | 25 de abril de 1898     | 42–35  | 310–6  | William McKinley      | McKinley solicitó la declaración citando el hundimiento del USS Maine en el puerto de La Habana después de años de relaciones en declive entre España y Estados Unidos como resultado de la Guerra de Independencia de Cuba. A diferencia de otras declaraciones, esta ocurrió después de que Estados Unidos emitiera un ultimátum exigiendo que el Imperio Español concediera la independencia a Cuba. | Tratado de París (10 de diciembre de 1898) |
| Primera Guerra Mundial         | Declaración de guerra a Alemania        | Alemania                      | 6 de abril de 1917      | 82–6   | 373–50 | Woodrow Wilson        | Wilson solicitó la declaración citando la reanudación de la guerra submarina irrestricta por parte de la Marina Imperial Alemana y el Telegrama Zimmermann, que ofrecía a México la devolución de la Cesión Mexicana si se aliaba con las Potencias Centrales e invadía a los Estados Unidos. | Resolución Knox–Porter (julio de 1921) Tratado de Paz entre EE. UU. y Alemania de 1921 (25 de agosto de 1921) |
| Primera Guerra Mundial         | Declaración de guerra a Austria-Hungría | Austria-Hungría               | 7 de diciembre de 1917  | 74–0   | 365–1  | Woodrow Wilson        | Wilson solicitó la declaración citando la alianza de Austria-Hungría con Alemania y su participación en ataques contra ciudadanos estadounidenses, incluida la complicidad de la Marina Austrohúngara en ataques submarinos contra embarcaciones estadounidenses. | Tratado de paz entre Estados Unidos y Austria de 1921 (24 de agosto de 1921), Tratado de paz entre Estados Unidos y Hungría de 1921 (29 de agosto de 1921) |
| Segunda Guerra Mundial         | Declaración de guerra a Japón           | Japón                         | 8 de diciembre de 1941  | 82–0   | 388–1  | Franklin D. Roosevelt | Roosevelt solicitó la declaración citando el ataque de las Fuerzas Armadas Imperiales Japonesas a la Flota del Pacífico de los Estados Unidos en el ataque a Pearl Harbor un día antes. Fue aprobada casi por unanimidad, con solo un voto en contra en todo el Congreso, el de Jeannette Rankin. | Rendición de Japón V-J Day, Acto de Rendición Japonés (2 de septiembre de 1945), Tratado de San Francisco (8 de septiembre de 1951). |
| Segunda Guerra Mundial         | Declaración de guerra a Alemania        | Alemania                      | 11 de diciembre de 1941 | 88–0   | 393–0  | Franklin D. Roosevelt | Roosevelt solicitó la declaración en respuesta a la declaración de guerra de Alemania contra los Estados Unidos. Fue aprobada por unanimidad, sin votos en contra. | Acto de Rendición Alemán (8 de mayo de 1945), Día de la Victoria en Europa (V-E Day), Ley Pública 181 (19 de octubre de 1951), Tratado sobre el Acuerdo Final con Respecto a Alemania (12 de septiembre de 1990), Tratado de Viena con Austria (15 de mayo de 1955) |
| Segunda Guerra Mundial         | Declaración de guerra a Italia          | Italia                        | 11 de diciembre de 1941 | 90–0   | 399–0  | Franklin D. Roosevelt | Roosevelt solicitó la declaración en respuesta a la declaración de guerra de Italia contra los Estados Unidos. Fue aprobada por unanimidad, sin votos en contra. | Armisticio de Cassibile (3 de septiembre de 1943) Tratado de Paz con Italia, Tratados de Paz de París de 1947 (10 de febrero de 1947) |
| Segunda Guerra Mundial         | Declaración de guerra a Bulgaria        | Reino de Bulgaria             | 5 de junio de 1942      | 73–0   | 357–0  | Franklin D. Roosevelt | Roosevelt solicitó la declaración citando la participación de los tres países en las potencias del Eje con Alemania e Italia. | Armisticio de Cassibile (3 de septiembre de 1943) Tratado de Paz con Italia, Tratados de Paz de París de 1947 (10 de febrero de 1947) |
| Segunda Guerra Mundial         | Declaración de guerra a Hungría         | Reino de Hungría              | 5 de junio de 1942      | 73–0   | 360–0  | Franklin D. Roosevelt | Roosevelt solicitó la declaración citando la participación de los tres países en las potencias del Eje con Alemania e Italia. | Armisticio de Cassibile (3 de septiembre de 1943) Tratado de Paz con Italia, Tratados de Paz de París de 1947 (10 de febrero de 1947) |
| Segunda Guerra Mundial         | Declaración de guerra a Rumania         | Reino de Rumania              | 5 de junio de 1942      | 73–0   | 361–0  | Franklin D. Roosevelt | Roosevelt solicitó la declaración citando la participación de los tres países en las potencias del Eje con Alemania e Italia. | Armisticio de Cassibile (3 de septiembre de 1943) Tratado de Paz con Italia, Tratados de Paz de París de 1947 (10 de febrero de 1947) |